# I. Róbert flamand gróf
I. Róbert (1032 körül – 1093. október 13.) flamand nemesúr, V. Balduin flamand gróf kisebbik fia. 1071 és 1093 között flamand gróf.

## Élete
Apja V. Balduin flamand gróf, anyja, Adele de France, II. Róbert francia király lánya. Nővére, Flandriai Matilda révén Hódító Vilmos angol király sógora és II. Róbert normandiai herceg nagybátyja.
Fiatalkorában részt vett a reconquista-ban, Spanyolország visszahódításában, de kénytelen volt visszatérni Flandriába. Második kísérlete hajótöréssel végződik, ami után Róbert feladja, hogy részt vegyen a mórok elleni harcokban. 1063-ban a fríziai nemesek meghívására Hollandiába érkezik, ahol felkelés tört ki Gertrude, I. Flórián holland gróf özvegye ellen. 1063-ban feleségül vette Gertrude-t, II. Bernát szász herceg és Eilika von Schweinfurt lányát, ezzel véget vetve a lázadásnak.
1063 és 1071 között mostohafia, Dirk kiskorúsága alatt Hollandia régense. Apjától Aalst grófságát, Quatre-Métiers birtokát (Assenede, Boekhoute, Axel és Hulst városokat), valamint Zeeland tartomány öt szigetét örökölte.

## Családja és leszármazottai
Felesége Gertrude, I. Floris holland herceg özvegye és II. Bernát szász herceg lánya, akivel 1063-ban házasodott össze és közösen uralkodtak Holland grófsága felett.
A házasságból hat gyermek született:
- Adele (1065 – 1115. április), IV. Knut dán király (? – Odense, St Albans-templom, 1086. július 10.) felesége (1080)[6] Második férje (1090) Roger apuliai herceg (1061. – 1111. február 22.), akinek halála után, 1111-1114 között Apulia régense volt fia, Vilmos kiskorúsága alatt.[7] Adele-nek és első férjének három gyermeke született:
  - Dán Károly (1084. – Brugge, 1127. március 2.)[8] Apja halála után, akit lázadó parasztok gyilkoltak meg az odensei Szent Albán templomban, anyja Flandriába utazott a csecsemővel. 1107-ben a Szentföldre utazott zarándoklatra,[9] mielőtt 1111-ben II. Róbert flamand gróf a pártfogásába vette.[10] Mivel jó kapcsolatban volt a későbbi VII. Balduin flamand gróffal, utóbbi örökösének nevezte ki és 1119-ben I. Jó Károly néven foglalta el a grófi trónt. II. Balduin jeruzsálemi király fogsága alatt (1123-24) a királlyal szemben álló nemesurak Károlynak ajánlották fel a királyi címet, amit ő visszautasított.[11] 1125-ben V. Henrik német-római császár halála után a császári cím egyik esélyese volt,[12] jelölését különösen támogatta Frigyes kölni érsek. Flandriában népszerű gróf volt, mivel az 1124-25-ös éhínség során a grófi raktárakból osztott búzát a rászorulóknak, illetve támogatta a független bíróságok működését. Bertulf, Flandria kancellárja, 1127-ben meggyilkoltatta a grófot Brugge egyik templomában és a grófi címet Ypresi Vilmosnak ajánlották fel.[13] Felesége (1119. július körül) Clermonti Margit (1104/5[14] – 1145), Renaud Comte de Clermont-en-Beauvaisis és Adela de Vermandois lánya.[15]
  - Cecília (1085/86 – 1131. január), Ingegerd ikertestvére. A két lányt anyjuk Dániában hagyta, mikor fiával Flandriába menekült.[16] Férje Erik, a gótok prefektusa, később hercege (dux).
  - Ingegerd (1085/86 – ?), Cecília ikertestvére. Férje Kövér Folke, svéd nemesúr[16]
- Róbert (1065 – 1111. október 5), később II. Róbert flamand gróf
- Fülöp (? – 1127 előtt)[17] Róbert öccse, Loo városa körüli birtokokat örökölt. 1093-ban adományt tett a Saint-Pierre de Loo apátságnak[18] Ismeretlen szeretőjétől egy fia született:
  - Loo-i Vilmos (1090 – 1165).[19] 1119-ben sikertelenül próbálta megakadályozni, hogy unokatestvére, Károly, elfoglalja a grófi trónt. Miután 1127-ben hírét vette, hogy Károlyt meggyilkolták, ostrom alá vette Brugge kastélyát, ahol a gyilkosok menedéket kerestek, egészen VI. Lajos francia király és Normandiai "Clito" Vilmos herceg megérkezéséig.[20] Lajos „Clito” Vilmost nevezte ki flamand grófnak, de a Károly meggyilkolását megszervező Erembald család Vilmosnak ajánlotta fel a címet. Vilmost 1127 áprilisában Ypres mellett legyőzték és elfogták, majd szeptemberben Brugge, októberben Lille városában tartották fogva, és csak azután engedték szabadon, hogy támogatásáról biztosította "Clito" Vilmos grófot.[21] Vilmos halála után (1128) I. Thierry flamand gróf öröklését megakadályozni,[22] de 1130-ban kibékült a gróffal.[23] 1133-ban a gróf kutasította Flandriából és Vilmos Angliába menekült, ahol István angol király flamand zsoldosainak parancsnoka lett. István Kent grófságban adományozott neki földeket, ahol Vilmos 1144/46-ban megalapította Boxley apátságát. Matilda angol királynő visszatérése után Vilmos vezette az ellenállást Kentben.[24] Angliai tartózkodása alatt is fenntartotta flamand kapcsolatait, 1148-ban ismét adományt tett a Loo-i apátságnak.[25] II. Henrik angol király, Matilda fiának trónra lépése után elhagyta Angliát és visszavonult Loo-i kastélyába[26] és itt is temették el.[27] Felesége és gyermekei nem ismertek.
- Ogive (1071. április – 1141. április)[28] A messinesi zárda főnöknője.
- Balduin (? – 1080 előtt). Egy nem korabeli forrás mint Róbert fiát említi,[29] de ezt az elsődleges források nem erősítették meg.
- Gertrude (? – 1115/26) Róbert harmadik leánya[30] Első férje III. Henrik leuveni gróf (? – Tournai, 1095. február 5.), aki egy lovagi tornán vesztette életét. Második férje (Han-sur-Lesse, 1095. augusztus 15.) II. Thierry Lorraine hercege (? – 1115. január 23.). A házasságból egy gyermek született:
  - Thierry de Lorraine (1099/1101 – 1168. január 17.)[31] 1128-ban mint I. Elzászi Thierry örökölte a grófi címet.